# Nizy-le-Comte
Nizy-le-Comte è un comune francese di 267 abitanti situato nel dipartimento dell'Aisne della regione dell'Alta Francia.

## Società

### Evoluzione demografica
Abitanti censiti